# 富士宮プロレス
富士宮プロレス（ふじのみやプロレス）は、静岡県富士宮市を中心に活動しているプロレス団体。キャッチフレーズは「ありがとう富士山、とことん富士宮」。

## 歴史
2009年、石川俊洋が静岡県富士宮市の地域活性化としてプロレスを活用して開催による必要となる音楽アーティスト、イラストレーター、イベント団体、文化芸術団体等の発表の場の提供、地域の食文化、歴史などの情報発信など、ありとあらゆる文化的要素を含んだ子どもから高齢者まで安心して楽しめる地域活性化総合エンターテイメントイベントをコンセプトとして設立。5月15日、富士宮市民体育館メインアリーナで旗揚げ戦を開催。

## 所属選手
- エル・トラウト・ザ・レインボウ
- グレート・ザ・KANSUKE
- エンペラー・ド・アサギリ
- 宮耕作
- 怒赤竜
- 湧き水ブラザーズⅠ号&Ⅱ号
- フホートーキー
- サクヤ
- バンブーキング
- キャロライン村山
- マツリーダ宮子
- フォガトゥン・ジャイアント・フジヤマ
- 角田先生
- ダイヤモンド富士子
- ソバンゲリオン